# 速度与激情2
《玩命關頭2：飆風再起》（英語：2 Fast 2 Furious）是一部2003年美國動作驚悚片，為2001年《玩命關頭》的續集及《玩命關頭系列》的第二部作品。由約翰·辛格頓執導，麥可·布拉德特與德瑞克·哈斯撰寫劇本。其主演包括保羅·沃克、泰瑞斯·吉布森、伊娃·曼德絲、科爾·豪瑟、路達克里斯、詹姆士·雷瑪和青木·迪芳。本片於2003年6月6日在美國上映。

## 劇情
布萊恩•歐康納因為之前的事件被警方解雇而被洛杉磯警方通緝，因此逃到了邁阿密，在一次的街頭賽車中，布萊恩被警方逮住，由於適逢國際犯罪集團主腦卡特正在尋找新的車手替他做事，布萊恩與警方達成協議，於是布萊恩與童年好友羅曼皮爾斯，一同成為臥底，表面為卡特辦事，實際上為警方取得卡特的罪證。調查期間，他們還有一位來自美國海關及邊境保衛局的臥底同伴蒙妮卡。在罪惡滿佈的邁阿密，臥底行動絕不能再發生半點差錯。

## 主要角色
| 演員                        | 角色                            | 備註 |
| 保羅·獲加 Paul Walker       | 布萊恩·奧康納 Brian O'Conner    | 主角之一，前洛杉矶臥底警察。在上一集的洛杉機事件之後被通緝，因此逃到邁阿密，在泰吉的修車廠居住，在邁阿密街頭已經有著響亮的名聲以及過人的飆車技術。在本集中被警方逮捕，被警方要求將邁阿密毒梟繩之以法，為了將功抵過便找上童年好友羅曼·皮爾斯幫忙。 |
| 泰瑞斯·吉布森 Tyrese Gibson | 羅曼·皮爾斯 Roman "Rome" Pierce | 主角之一，布萊恩的童年好友，前科累累，腳被套上發信器並限制活動範圍。起初因為布萊恩的警察身分而對之反感，後來在相處過程中了解到自己所犯下的過錯並檢討而再次與布萊恩建立兄弟情誼。                                                                  |
| 伊娃·文迪絲 Eva Mendes      | 蒙妮卡·富恩德斯 Monica Fuentes  | 女主角，美國海關及邊境保衛局派遣到毒梟身邊的臥底，暗中協助布萊恩等人找出毒梟洗錢的證據。 |
| 科爾·豪瑟 Cole Hauser       | 卡特·華朗 Carter Verone         | 本集反派，阿根廷人，邁阿密大毒梟，從事洗錢販毒以及收買警察等非法勾當。 |
| 路達克里斯 Ludacris         | 泰吉·帕克 Tej Parker            | 布萊恩的朋友，因為發生過車禍的關係，所以只負責舉行比賽和收競賽賭金而不參與街頭競速，擁有一間修車廠。 |
| 詹姆士·雷瑪 James Remar     | 馬克姆 Markham                  | 美國海關及邊境保衛局探員，負責調查華朗的案件，蒙妮卡的上司和聯絡員。 |
| 戴文·青木 Devon Aoki        | 素姬 Suki                       | 布萊恩、泰吉和傑米的朋友，街頭女車手，與布萊恩等人交情匪淺。 |
| 湯姆·巴瑞 Thom Barry        | 畢爾金 Agent Bilkins            | 布萊恩的前上司，於布萊恩被捕後找上他，並要求其為警方臥底將功贖罪。 |

此外，美籍華裔饒舌歌手歐陽靖飾演傑米（Jimmy），機械師、布萊恩與泰吉的朋友，為布萊恩和羅曼改裝車輛。艾德華·芬利（Edward Finlay）飾演鄧恩（Dunn），美國海關及邊境保衛局探員，馬克姆的副手。馬克·伯恩·約尼爾飾演惠特沃斯（Whitworth），受華朗委託調查布萊恩和羅曼的私家偵探。莫·加利尼和羅伯托·桑切斯飾演恩里克（Enrique）和羅伯托（Roberto），華朗的左右手。阿莫瑞·諾拉斯克、麥可·艾里、約翰·塞納迭姆博和艾瑞克·艾特巴里分別飾演橙色尤利烏斯（Orange Julius）、薄煎餅（Slap Jack）、科皮（Korpi）和達登（Darden），於片頭與布萊恩比賽的街頭賽車手。本片的製作人尼爾·H·摩里茲客串飾演一名警官。

## 迴響

### 評價
爛番茄根據159條評論，本片獲得36%的新鮮度，平均得分4.8/10，觀眾投票獲得50%的分數，平均得分為3.1／5。在Metacritic上，電影獲得38分。

### 票房
| 上一届： 《海底總動員》 | 2003年美國週末票房冠軍 第23週 | 下一届： 《海底總動員》 |

## 電影中車型
- 1969 Ford Mustang
- 1992 BMW M3
- 1993 馬自達RX-7
- 1999 三菱Eclipse
- 1999 日產Skyline GT-R R34
- 1998 Toyota Supra
- 1999 Honda S2000
- March 2001 – January 2003 三菱Lancer Evolution 7
- 2002 道奇毒蛇
- 雪佛蘭卡瑪洛
- 道奇挑戰者

## 外部連結
- 互联网电影数据库（IMDb）上《速度与激情2》的资料（英文）
- AllMovie上《速度与激情2》的资料（英文）
- 爛番茄上《速度与激情2》的資料（英文）
- Metacritic上《速度与激情2》的資料（英文）
- Box Office Mojo上《速度与激情2》的資料（英文）
- 開眼電影網上《玩命關頭2：飆風再起》的資料（繁體中文）
- 豆瓣电影上《玩命關頭2：飆風再起》的資料 （简体中文）
- 时光网上《玩命關頭2：飆風再起》的資料（简体中文）